# 12433 Barbieri
12433 Barbieri este un asteroid din centura principală de asteroizi.

## Descriere
12433 Barbieri este un asteroid din centura principală de asteroizi. A fost descoperit pe 15 ianuarie 1996 la Cima Ekar de Maura Tombelli și Ulisse Munari. Asteroidul prezintă o orbită caracterizată de o semiaxă mare de 2,62 ua, o excentricitate de 0,24 și o înclinație de 6,1° în raport cu ecliptica.